# Монітори типу «Робертс»
Монітори типу «Робертс»(англ. Roberts-class monitor) — два монітори Королівського флоту, оснащених важкими гарматами, побудовані у під час Другої світової війни. Це були — Roberts, завершений 1941, та Abercrombie, завершений 1943. Монітори типу «Робертс» — останні побудовані морські монітори.
Особливостями типу крім двох 15-дюймових гармат у єдиній башті (взяті з двох моніторів типу «Маршал Ней» Першої світової війни), були невелика осадка для операцій у прибережних водах, широкий бімс для забезпечення стабільності (а також зменшення вразливості торпедам і мінам) і високий оглядовий майданчик для корегування вогню.

## Кораблі
| Корабель               | Будівник                      | Названо на честь                               | Закладено           | Спущено на воду      | Введено в експлуатацію | Доля                                     |
| ---------------------- | ----------------------------- | ---------------------------------------------- | ------------------- | -------------------- | ---------------------- | ---------------------------------------- |
| «Робертс» Roberts      | Джон Браун , Клайдбанк        | Фельдмаршал Фредерік Робертс, 1-й граф Робертс | 30 квітня 1940 року | 1 лютого 1941 року   | 27 жовтня 1941 року    | Розібраний у Inverkeithing, 1965 рік     |
| Еберкромбі Abercrombie | Віккерс-Армстронгс , Wallsend | Генерал-лейтенант сер Ральф Еберкромбі         | 26 квітня 1941 року | 31 березня 1942 року | 5 травня 1943 року     | Розібраний у Барроу-ін-Фернесс, 1955 рік |

«Робертс»: повторно використав башту монітора, побудованого у Першу світову війну, «Маршал Султ». «Робертс» забезпечував артилерійську підтримку під час операції «Смолоскип» у Північній Африці, де його пошкодили дві 500-кілограмові бомби. Корабель встигли відремонтувати вчасно, аби він взяв участь у підтримці висадки в Сицилії, а потім у операції «Аваланч», висадці в Нормандії, та висадці в Весткапелле (Westkapelle) в Нідерландах.
Одна з гармат монітора (була знята з «Резолюшн») встановлена біля Імперського воєнного музею у Лондоні, разом з іншою з лінійного корабля «Раміліз». Сам монітор був проданий на брухт незабаром після війни, проте був орендований Королівським флотом для використання в якості плавучої казарми до 1965 року.
«Еберкромбі»: для корабля використали башту з 15-дюймовими гарматами, яка початково була призначена як запасна для «Ф'юріоса» (цей корабель планували озброїти 18-ти дюймовими гарматами, але підстрахувались на той випадок, якщо їх розробка виявиться невдалою). Монітор був кілька разів пошкоджений контактними морськими мінами під час операцій поблизу берегів Італії, проте кожного разу його повернули у стрій після ремонту. Після завершення ремонту «Еберкромбі» був направлений на Тихоокеанський театр бойових дій, але війна завершилась до того, як монітор туди добрався. Після 1945 року корабель використовувався для навчання артилеристів як плавуча казарма у Чатемі.